# Prinsessan Umpa
Prinsessan Umpa är en tecknad figur i Kalle Ankas universum skapad av Stefan Printz-Påhlson och hans hustru Unn Printz-Påhlson 1994.
Kalle Anka och Oppfinnar-Jocke träffar på Umpa när de gör en expedition till stenåldern i Jockes tidsmaskin. Hon kommer sedan med dem till Ankeborg som fripassagerare, och där har hon förblivit. Väl i Ankeborg träffar sedan Prinsessan Umpa på andra de övriga ankeborgarna; Joakim von Anka, Alexander Lukas, Kajsa Anka, Björnligan och så förstås Knatte, Fnatte och Tjatte.
Den första historien med Umpa heter "Prinsessan från stenåldern" och publicerades i Kalle Anka & C:o nr 47 1995. Efter de fyra första historierna om Umpa lämnade Stefan Printz-Påhlson över stafettpinnen till de övriga manusförfattarna på Egmont Creative i Köpenhamn. De har sedan totat ihop ett 20-tal äventyr med den urstarka stenålderskvinnan. Och fler lär det bli. Det har nämligen visat sig att Prinsessan Umpa är en våldsamt populär seriefigur över större delen av Europa.
Huvudtecknare för historierna om Prinsessan Umpa är chilenaren Victor Arriegada Rios, bättre känd under pseudonymen Vicar. Sedan har även två av Egmonts stjärntecknare, César Ferioli och Wanda Gattino, illustrerat några av Umpas vidare öden och äventyr.
På 10-årsdagen av Prinsessan Umpas första besök i Ankeborg lät Stefan Printz-Påhlson sin hjältinna återvända till stenåldern i berättelsen "Stenåldersjubileet" (publicerad i Kalle Anka & C:o nr 47 2005). Dessvärre visade det sig att Umpa blivit alltför bortskämd för en grottkvinnas primitiva liv.